# 군바이

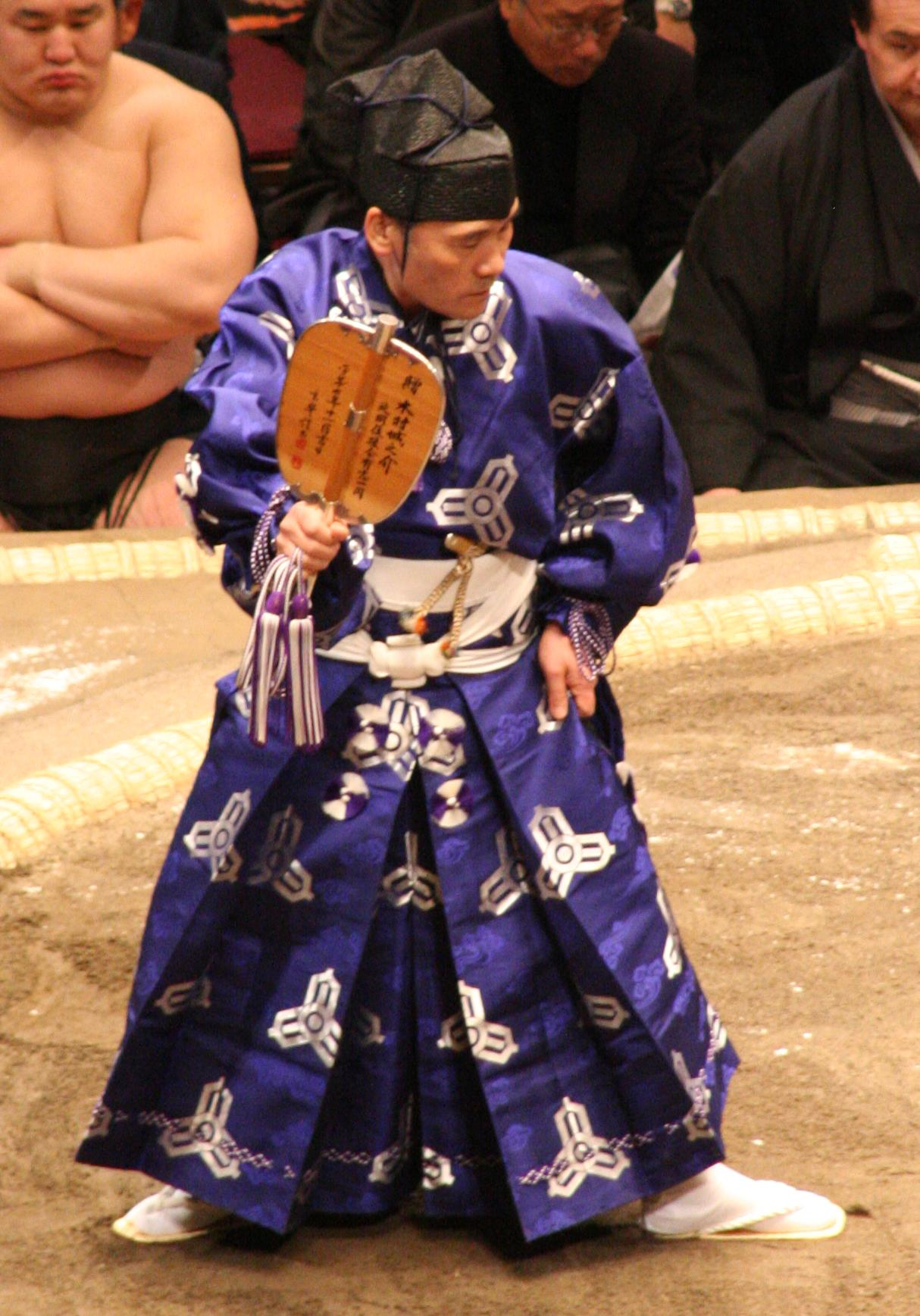
군바이를 들고 있는 교지

군바이(일본어: 軍配 군바이[*])는 교지가 사용하는 부채로, 승패가 결정될 때 우승자쪽으로 향해 사용한다.